# Beatrice von Moreau
Beatrice von Moreau (* 1974 in München) ist eine deutsche Schauspielerin und Autorin.

## Leben
Beatrice von Moreau studierte Schauspiel am Max Reinhardt Seminar in Wien und am Conservatoire national supérieur d’art dramatique in Paris. Ihr erstes Engagement führte sie an das Theater der Altmark nach Stendal. Seit 2000 ist sie als freischaffende Schauspielerin bei Bühne, Film und Funk tätig. Mit der brasilianisch-deutschen Koproduktion Mr. K and the hunger artists d'aprés Kafka erhielt sie 2003 den Ensemblepreis des Arenafestivals in Erlangen. Sie gastierte u. a. am Staatstheater Kassel, den Westfälischen Kammerspielen in Paderborn, dem Theater am Kurfürstendamm. 2005 gründete sie die Agentur 8f-achtfrauen.
2009 war sie Stipendiatin der w.i.w. AKADEMIE Brandenburg von Tom Stromberg und Peter Zadek. Während dieser Zeit realisierte sie zusammen mit Madeleine Koenigs den Kurzfilm Making of E-Die Freiheit nehmen wir uns, der 2009 zum Internationalen Frauenfilmfestival in Dortmund eingeladen wurde.
Neben ihrer Arbeit als Schauspielerin ist Beatrice von Moreau auch als Autorin tätig. 2003 erhielt sie das Stipendium Paul Maar zur Förderung der dramatischen Kinder- und Jugendliteratur für ihr Stück Der Buschwichtel und die Regenbraut. 2008 wurde Der Bärenbeerenmaler im Rahmen der Bayerischen Theatertage in einer Inszenierung des Stadttheaters Ingolstadt für die beste Kindertheaterproduktion ausgezeichnet.
2020 veröffentlichte sie ihr erstes Buch in Prosa. In der autobiographischen Erzählung Willkommen und Lebewohl – Eine Liebeserklärung an mein Sternenkind" beschreibt sie ihren Weg durch die Schwangerschaft mit einem Kind, von dem sie in der 20. Schwangerschaftswoche erfährt, dass es nicht lebensfähig sein wird, sobald es zur Welt kommt.

## Theaterrollen (Auswahl)
- 1997 Les trois sœurs, CNSAD Paris
- 1998 Letzte Runde, Theater der Altmark
- 1999 Die Präsidentinnen, Theater der Altmark
- 1999 Kissing God, Theater der Altmark
- 1999 Kissing god, Theater der Altmark
- 1999 Und's Liebchen des Rindviech lacht, wenn i stirb, Theater der Altmark
- 2000 Das Haus in Montevideo, Theater der Altmark
- 2001 Blaubart - Hoffnung der Frauen, Westfälische Kammerspiele Paderborn
- 2001 Quizoola!, Fortune Kookies Berlin
- 2001 Transpirationen, Flinntheater Kassel
- 2002 Der kaukasische Kreidekreis, Theater der Altmark
- 2002 Ende gut, alles gut, Shakespeare Company Berlin
- 2003 Mr. K. and the hunger artists d’après F.Kafka, Boa Companhia São Paulo
- 2005 Die Schneekönigin, Staatstheater Kassel
- 2005 Von Geld und Gummibäumen, Tanz Tangente Steglitz
- 2007 At the doors of Europe, Magic Net Production
- 2008 Die Süße des Lebens
- 2008 Nikotina Turner, Maxim Gorki Theater
- 2008 Sein oder Nichtsein, Fleetstreet Hamburg
- 2009 Fettschweif, Maxim Gorki Theater
- 2009 M&M, Sophiensäle
- 2009 Shoppen, Theater am Kurfürstendamm
- 2011 Shoppen, Tournee

## Filmographie (Auswahl)

### Kinofilme
- 2001: Vollgas
- 2002: Jetlagged
- 2002: Kontrast
- 2002: Nach Dänemark
- 2007: Vincero
- 2008: Das Haus am See
- 2008: La Paloma
- 2008: Making of E – Die Freiheit nehmen wir uns
- 2008: Wetten?!
- 2009/10: Baba
- 2014: Hirschen – Da machst was mit
- 2020: Berührt
- 2023: Venedig – Portal der Zeitenwende

### Fernsehen
- 2003: Der Bernsteinfischer
- 2006: Billig Lampe
- 2007: Die Masche mit der Liebe
- 2009: Imbisstour

## Literarische Werke
- Der neue Weltenbaum – Poetische Dokumentation des 7. LifeNet-Treffens sowie der anschließenden Friedenspilgerreise mit Marko Pogačnik, Hörchen Berlin 2024, ISBN 978-3-9814696-5-3
- Hinter den Schleiern – Ein poetisch-geomantischer Reisebegleiter in feinstoffliche Welten, Hörchen Berlin, 2024, ISBN 978-3-9814696-4-6
- Willkommen und Lebewohl – Eine Liebeserklärung an mein Sternenkind. Hörchen Berlin 2020, ISBN 978-3-9814696-2-2* Traugott, das Warzenschwein, Theaterstück für Kinder, Kaiserverlag Wien, 2008, ISBN 978-3981469615
- Die Nachtigall oder Vom Kaiser, der nicht weinen konnte, Theaterstück für Kinder, frei nach H.C. Andersen, Kaiserverlag Wien, 2005
- Der Bärenbeerenmaler, Theaterstück für Kinder, Kaiserverlag Wien, 2004
- Der Regen isst gern Schokolade, Theaterstück für Kinder, Kaiserverlag Wien, 2004
- Der Buschwichtel und die Regenbraut, Theaterstück für Kinder, Kaiserverlag Wien, 2003, ISBN 978-3981469608
- Vom Lastkran, der eine Schiffssirene sein wollte, Kurzgeschichte, Anthologie zum 15. Würther Literaturpreis, Herausgeber: Peter Rühmkorf, Swiridoff Verlag, 2002, ISBN 978-3934350717